# Niévroz
Niévroz es una comuna francesa del departamento de Ain, en la región de Auvernia-Ródano-Alpes. 

## Demografía
| 364 | 502 | 627 | 782 | 1 061 | 1 360 | 1 485 | 1 524 |
| Para los censos de 1962 a 1999 la población legal corresponde a la población sin duplicidades (Fuente: INSEE [Consultar]) |     |     |     |       |       |       |       |